# Kwak Kyung-taek
Kwak Kyung-taek (en coréen : 곽경택), né le 23 mai 1966 à Busan en Corée du Sud, est un réalisateur sud-coréen, surtout connu pour son film sorti en 2001 : Friend.

## Filmographie
- 1997 : 3pm Bathhouse Paradise
- 1999 : Dr. K
- 2001 : Friend
- 2002 : Champion
- 2003 : Mutt Boy (en)
- 2005 : Typhoon (en)
- 2007 : A Love (en)
- 2008 : Eye for an Eye (en)
- 2011 : Pained (en)
- 2012 : The Ugly Duckling
- 2013 : Friend 2
- 2015 : Geukbisusa
- 2017 : RV: Resurrected Victims (en)
- 2019 : La Bataille de Jangsari